# Командування матеріального забезпечення Повітряних сил США
Командування матеріального забезпечення Повітряних сил США (англ. Air Force Materiel Command) (AFMC) — одне з 10 головних командувань Повітряних сил США, що відповідає за розвиток, тестування, оцінку та матеріально-технічне забезпечення Повітряних сил США в готовності до виконання завдань за призначенням. Командування матеріального забезпечення є найбільшим серед усіх командних структур у Повітряних силах за обсягами фінансування (57% від загального фонду ПС) та другим за чисельністю особового складу, що служить (зокрема у Командуванні служить 40% цивільних працівників ПС).

## Призначення
Командування матеріального забезпечення Повітряних сил провадить свою діяльність спрямовану на постійний розвиток, тестування, оцінку та закупівлю новітньої авіаційної техніки, озброєння та оснащення, здійснює логістичне та матеріально-технічне забезпечення Повітряних сил США з метою підтримання їх у готовності до виконання завдань за призначенням. Фахівці командування вивчають та удосконалюють усе авіаційну техніку шляхом розробки та втілення найсучасніших технологій, професійного менеджменту в процедурі придбання та закупівель, вимогливих та прискіпливих тестувань і оцінки цієї техніки на усіх етапах створення та експлуатації.

## Історія
Командування матеріального забезпечення Повітряних сил США було активоване 1 липня 1992 року відразу після завершення Холодної війни, шляхом реорганізації та злиття двох командувань — Командування логістики та Командування систем Повітряних сил.
Основним пунктом дислокації Командування є авіаційна база Райт-Паттерсон у штаті Огайо. До структури Командування також відносяться ще 8 військово-повітряних баз:
- авіабаза Арнольд, штат Теннессі
- авіабаза Едвардс, штат Каліфорнія
- авіабаза Еглін, штат Флорида
- авіабаза Гансом, штат Массачусетс
- авіабаза Гілл, штат Юта
- авіабаза Кіртланд, штат Нью-Мексико
- авіабаза Робінс, штат Джорджія
- авіабаза Тінкер, штат Оклахома